# 朱尼尔·伯勒
托马斯·哈罗德·伯勒（英語：Thomas Harold Burrough，1973年1月18日—）為美国男子篮球运动员。他在1995年NBA选秀第2轮第4顺位被波士顿凯尔特人选中。

## 外部連結
- 朱尼奥·伯勒在fiba.basketball（英语）
- 朱尼奥·伯勒在NBA官網（英语）
- 朱尼奥·伯勒在法國籃球甲級聯賽官網（法语）
- 朱尼奥·伯勒在意大利篮球甲级联赛官網（意大利语）
- 朱尼奥·伯勒在Basketball-Reference.com（NBA）（英语）
- 朱尼奥·伯勒在Basketball-Reference.com（國際）（英语）
- 朱尼奥·伯勒在Sports-Reference.com（NCAA）（英语）
- 朱尼奥·伯勒在Eurobasket.com（球員）（英语）
- 朱尼奥·伯勒在Proballers（英语）
- 朱尼奥·伯勒在RealGM（球員）（英语）